# Euopius elaris
Euopius elaris är en stekelart som beskrevs av Fischer 1980. Euopius elaris ingår i släktet Euopius och familjen bracksteklar. Inga underarter finns listade i Catalogue of Life.